# Xylocopa subvolatilis
Xylocopa subvolatilis là một loài Hymenoptera trong họ Apidae. Loài này được Cockerell mô tả khoa học năm 1918.